# Castetbon
Castetbon – miejscowość i gmina we Francji, w regionie Nowa Akwitania, w departamencie Pireneje Atlantyckie.
Według danych na rok 1990 gminę zamieszkiwało 161 osób, a gęstość zaludnienia wynosiła 11 osób/km² (wśród 2290 gmin Akwitanii Castetbon plasuje się na 1015. miejscu pod względem liczby ludności, natomiast pod względem powierzchni na miejscu 776.).